# Nati nel 1913/Gennaio
| Questa pagina contiene informazioni ricavate automaticamente dalle voci biografiche con l'ausilio del template Bio e di un bot. L'aggiornamento è periodico e automatico e ricostruisce completamente la pagina. Se manca una persona in questa lista, sei pregato di non aggiungerla, ma accertati piuttosto che la sua voce biografica contenga il template Bio e che i dati anagrafici siano correttamente compilati. Se il template Bio manca, inseriscilo tu stesso o, in alternativa, metti l'avviso {{tmp\|Bio}} che ne segnala la mancanza. Se i dati riportati sono sbagliati, correggi direttamente la voce biografica; le modifiche saranno visibili in questa lista entro pochi giorni. Per chiarimenti vedi il progetto biografie. La lista contiene solo le 155 persone che sono citate nell'enciclopedia e per le quali è stato implementato correttamente il template Bio. Pagina aggiornata al 18 ago 2025. |

- 1º gennaio - Felice Balbo, filosofo italiano († 1964)
- 1º gennaio - Harry Bloom, giornalista, romanziere e attivista sudafricano († 1981)
- 1º gennaio - Matilde Capuis, compositrice e pianista italiana († 2017)
- 1º gennaio - Luigi Frunzio, ingegnere e politico italiano († 1998)
- 1º gennaio - James Edward Gordon, ingegnere inglese († 1998)
- 1º gennaio - Vincenzo Martellotta, militare italiano († 1973)
- 1º gennaio - Guglielmo Matucci, arbitro di calcio italiano († 1996)
- 1º gennaio - Nino Rastelli, paroliere italiano († 1962)
- 1º gennaio - Norman Rosten, scrittore statunitense († 1995)
- 1º gennaio - Glauco Signorini, calciatore italiano († 1987)
- 2 gennaio - Giovanni Busoni, calciatore e allenatore di calcio italiano († 1973)
- 2 gennaio - Anna Lee, attrice britannica († 2004)
- 2 gennaio - Paul Mann, attore canadese († 1985)
- 2 gennaio - Josef Pekarek, calciatore tedesco († 1996)
- 3 gennaio - Giuseppe Bonomi, allenatore di calcio e calciatore italiano († 1992)
- 3 gennaio - Erich Koschik, canoista tedesco († 1985)
- 4 gennaio - Malietoa Tanumafili II, sovrano samoano († 2007)
- 4 gennaio - Domenico Meccoli, giornalista e sceneggiatore italiano († 1983)
- 4 gennaio - Jack Ozburn, cestista statunitense († 1969)
- 4 gennaio - Pierre Phạm Tần, vescovo cattolico vietnamita († 1990)
- 5 gennaio - Gunnar Andreassen, calciatore norvegese († 2002)
- 5 gennaio - Francesco De Vita, politico italiano († 1961)
- 5 gennaio - Faiz Muhammad Khan Talpur II, principe indiano († 1954)
- 5 gennaio - Jack Hannah, animatore, sceneggiatore e regista statunitense († 1994)
- 5 gennaio - César Marcelak, ciclista su strada belga († 2005)
- 5 gennaio - István Molnár, pallanuotista ungherese († 1983)
- 5 gennaio - Laura Solari, attrice italiana († 1984)
- 5 gennaio - Pierre Marie Joseph Veuillot, cardinale e arcivescovo cattolico francese († 1968)
- 6 gennaio - Frederik Belinfante, fisico e docente olandese († 1991)
- 6 gennaio - Tom Brown, attore e modello statunitense († 1990)
- 6 gennaio - Willi Fricke, calciatore tedesco († 1963)
- 6 gennaio - Edward Gierek, politico polacco († 2001)
- 6 gennaio - Pierre Le Gloan, aviatore francese († 1943)
- 6 gennaio - Antun Pogačnik, calciatore jugoslavo († 1978)
- 6 gennaio - Max Théret, imprenditore e attivista francese († 2009)
- 6 gennaio - François Warnier, militare e aviatore francese († 2005)
- 6 gennaio - Loretta Young, attrice statunitense († 2000)
- 7 gennaio - Franjo Glaser, calciatore e allenatore di calcio jugoslavo († 2003)
- 7 gennaio - Johnny Mize, giocatore di baseball statunitense († 1993)
- 7 gennaio - Shirley Ross, attrice e cantante statunitense († 1975)
- 7 gennaio - Francis De Wolff, attore britannico († 1984)
- 8 gennaio - Lionel Emmett, hockeista su prato indiano († 1996)
- 8 gennaio - Cvijetin Mijatović, politico jugoslavo († 1993)
- 8 gennaio - Masao Miyamoto, esperantista giapponese († 1989)
- 9 gennaio - Vincenzo Mannino, pianista, insegnante e compositore italiano († 2002)
- 9 gennaio - Richard Nixon, politico statunitense († 1994)
- 9 gennaio - Grigorij Pinaičev, calciatore e allenatore di calcio sovietico († 1988)
- 10 gennaio - Franco Bordoni Bisleri, militare, aviatore e pilota automobilistico italiano († 1975)
- 10 gennaio - Gustáv Husák, politico cecoslovacco († 1991)
- 10 gennaio - Bahi Ladgham, politico tunisino († 1998)
- 10 gennaio - Giovanbattista Pellegrini, cestista italiano
- 10 gennaio - Rajendra Prakash, principe indiano († 1964)
- 10 gennaio - Mehmet Shehu, rivoluzionario, politico e militare albanese († 1981)
- 11 gennaio - Alberto Bertuzzi, giornalista italiano († 1988)
- 11 gennaio - Concetto Gallo, politico italiano († 1980)
- 12 gennaio - Bill Anderson, allenatore di calcio e calciatore inglese († 1986)
- 12 gennaio - Rubem Braga, scrittore e giornalista brasiliano († 1990)
- 12 gennaio - Johann Hofstätter, calciatore austriaco († 1996)
- 12 gennaio - Takeshi Natori, calciatore giapponese († 1985)
- 12 gennaio - Chucho Navarro, cantante e compositore messicano († 1993)
- 13 gennaio - Gilbert Cesbron, scrittore e filosofo francese († 1979)
- 13 gennaio - Silvio Finotto, calciatore italiano († 1980)
- 13 gennaio - Toni Kurz, alpinista tedesco († 1936)
- 13 gennaio - Carlo Maccari, arcivescovo cattolico italiano († 1997)
- 13 gennaio - Francesco Roura Farró, religioso spagnolo († 1936)
- 13 gennaio - Bonifacio Zukowski, religioso polacco († 1942)
- 14 gennaio - Giuseppe Amorós Hernández, religioso spagnolo († 1936)
- 14 gennaio - Fioravante Baldi, calciatore e allenatore di calcio italiano († 1976)
- 14 gennaio - Motoo Tatsuhara, calciatore giapponese († 1984)
- 15 gennaio - Lloyd Bridges, attore statunitense († 1998)
- 15 gennaio - Hans Caninenberg, attore tedesco († 2008)
- 15 gennaio - Alberto Errera, militare greco († 1944)
- 15 gennaio - Aleksandr Ivanovič Marinesko, militare sovietico († 1963)
- 15 gennaio - Polly Walters, attrice statunitense († 1994)
- 16 gennaio - Edoardo Detti, architetto e urbanista italiano († 1984)
- 16 gennaio - Joseph Huts, ciclista su strada belga († 1995)
- 16 gennaio - Vido Musso, sassofonista e clarinettista italiano († 1982)
- 17 gennaio - Orlando Lagos, fotografo cileno († 2007)
- 17 gennaio - Antonio Lefebvre d'Ovidio, giurista italiano († 2011)
- 17 gennaio - Lev Il'ič Lošinskij, compositore di scacchi sovietico († 1976)
- 17 gennaio - Mario Nervi, calciatore italiano († 1992)
- 17 gennaio - Werenfried van Straaten, presbitero olandese († 2003)
- 17 gennaio - Yadavindra Singh, principe, politico e diplomatico indiano († 1974)
- 18 gennaio - Juan Besuzzo, calciatore uruguaiano († 1980)
- 18 gennaio - Giuseppe Brengaret Pujol, religioso spagnolo († 1936)
- 18 gennaio - Manfred Czernin, aviatore e militare britannico († 1962)
- 18 gennaio - Michele De Capua, politico italiano († 1974)
- 18 gennaio - Danny Kaye, attore, cantante e ballerino statunitense († 1987)
- 18 gennaio - Heinz Schürmann, presbitero e teologo tedesco († 1999)
- 18 gennaio - Anatoly Shapiro, militare sovietico († 2005)
- 18 gennaio - Jewell Young, cestista statunitense († 2003)
- 19 gennaio - Abele Conigli, vescovo cattolico italiano († 2005)
- 19 gennaio - Anthony Dexter, attore statunitense († 2001)
- 20 gennaio - Silvio Bonino, calciatore argentino
- 20 gennaio - Horst Caspar, attore tedesco († 1952)
- 20 gennaio - Giuseppe Ciribini, ingegnere italiano († 1990)
- 20 gennaio - Alessandro Curotto, calciatore italiano
- 20 gennaio - Odd Frantzen, calciatore norvegese († 1977)
- 21 gennaio - Renato Togni, militare italiano († 1941)
- 22 gennaio - Henry Bauchau, scrittore e psicanalista belga († 2012)
- 22 gennaio - Vincenzo Chiodi, calciatore italiano
- 22 gennaio - William John Conway, cardinale e arcivescovo cattolico irlandese († 1977)
- 22 gennaio - James Cristy, nuotatore statunitense († 1989)
- 22 gennaio - Wincenty Stefan Frelichowski, presbitero polacco († 1945)
- 22 gennaio - Elia Frosio, pistard e ciclista su strada italiano († 2005)
- 22 gennaio - June Knight, attrice e ballerina statunitense († 1987)
- 22 gennaio - Ilfo Minzoni, pilota automobilistico italiano († 1999)
- 22 gennaio - Kalervo Toivonen, giavellottista finlandese († 2006)
- 22 gennaio - Antonio Trombone, pianista italiano († 1995)
- 23 gennaio - Giulia Melidoni, attrice italiana († 1966)
- 23 gennaio - Herbert Runge, pugile tedesco († 1986)
- 24 gennaio - Norman Dello Joio, compositore e pianista statunitense († 2008)
- 25 gennaio - Giannina Censi, ballerina e coreografa italiana († 1995)
- 25 gennaio - Albert Deffeyes, partigiano e politico italiano († 1953)
- 25 gennaio - Witold Lutosławski, compositore e direttore d'orchestra polacco († 1994)
- 25 gennaio - Luis Marden, fotografo, esploratore e regista statunitense († 2003)
- 25 gennaio - Osvaldo Perazzo, calciatore italiano
- 26 gennaio - Mario Riva, conduttore televisivo, conduttore radiofonico e attore italiano († 1960)
- 26 gennaio - Oliviero Edelli, calciatore italiano
- 26 gennaio - Aldo Mattei, calciatore italiano († 1961)
- 26 gennaio - William Prince, attore statunitense († 1996)
- 26 gennaio - Jimmy Van Heusen, compositore e pianista statunitense († 1990)
- 26 gennaio - Richard Vogt, pugile tedesco († 1988)
- 27 gennaio - Milton Adolphus, pianista e compositore statunitense († 1988)
- 27 gennaio - Baccio Bandini, regista, montatore e produttore cinematografico italiano († 1989)
- 27 gennaio - Gaetano Dall'Oro, militare italiano († 1937)
- 27 gennaio - Mary Frizzell, velocista canadese († 1972)
- 27 gennaio - Jozo Matošić, calciatore e allenatore di calcio jugoslavo († 1999)
- 27 gennaio - Lodewijk Prins, scacchista olandese († 1999)
- 27 gennaio - Helmut Schwenn, pallanuotista tedesco († 1983)
- 27 gennaio - Valerij Viktorovič Želobinskij, compositore e pianista russo († 1946)
- 28 gennaio - Dante Bertoli, lottatore italiano († 1996)
- 28 gennaio - Domenico Cardini, architetto italiano († 1997)
- 28 gennaio - Bob Clark, multiplista statunitense († 1976)
- 28 gennaio - Renzo Del Chicca, allenatore di pallavolo italiano († 1995)
- 28 gennaio - Terzo Drusin, partigiano italiano († 1944)
- 28 gennaio - Giovanni Giraud, calciatore italiano († 2013)
- 28 gennaio - Maurice Gosfield, attore e doppiatore statunitense († 1964)
- 28 gennaio - Juan Huguet y Cardona, presbitero spagnolo († 1936)
- 28 gennaio - André Losay, scrittore e compositore francese († 1984)
- 29 gennaio - Victor Mature, attore statunitense († 1999)
- 29 gennaio - Daniel Taradash, regista e sceneggiatore statunitense († 2003)
- 30 gennaio - Giovanni Bonfiglio, judoka e karateka italiano († 1997)
- 30 gennaio - Giorgio Cobolli, militare italiano († 1993)
- 30 gennaio - Neda Naldi, attrice, scrittrice e sceneggiatrice italiana († 1993)
- 30 gennaio - Tom Pendlebury, cestista canadese († 1975)
- 30 gennaio - Alessandro Sagnotti, militare italiano († 2004)
- 30 gennaio - Amrita Sher-Gil, pittrice ungherese († 1941)
- 30 gennaio - Benedetto Stella, calciatore e allenatore di calcio italiano († 1993)
- 30 gennaio - Athos Tanzini, schermidore italiano († 2008)
- 31 gennaio - Mario Gentili, pistard, ciclista su strada e ciclocrossista italiano († 1999)
- 31 gennaio - Don Hutson, giocatore di football americano statunitense († 1997)
- 31 gennaio - Giuseppe Magnani, pittore italiano († 2007)
- 31 gennaio - Maurice Manson, attore canadese († 2002)
- 31 gennaio - Wayne Millner, giocatore di football americano e allenatore di football americano statunitense († 1976)